# 貝達 (阿拉巴馬州)
貝達（英語：Beda）是一個位於美國阿拉巴馬州卡溫頓縣的非建制地區。該地的面積和人口皆未知。

## 地理
貝達的座標為31°03′04″N 86°34′58″W / 31.05111°N 86.58277°W，而該地最高點為海拔高度46米（即151英尺）。